# Thiago Fernández
Thiago Cruz Fernández (Buenos Aires, 4 aprile 2004) è un calciatore argentino, centrocampista del Vélez Sarsfield.

## Caratteristiche tecniche
Ricopre il ruolo di centrocampista offensivo.

## Carriera
Fernández è cresciuto nel settore giovanile del Vélez Sarsfield, con cui ha firmato il primo contratto professionistico il 14 ottobre 2021. Ha esordito in prima squadra il 22 aprile 2023 nell'incontro di Primera División perso 2-1 contro il Colón (SF).

## Statistiche

### Presenze e reti nei club
Statistiche aggiornate al 1° gennaio 2025.
| Stagione        | Squadra         | Campionato      | Campionato | Campionato | Coppe nazionali | Coppe nazionali | Coppe nazionali | Coppe continentali | Coppe continentali | Coppe continentali | Altre coppe | Altre coppe | Altre coppe | Totale | Totale | Totale |
| Stagione        | Squadra         | Comp            | Pres       | Reti       | Comp            | Pres            | Reti            | Comp               | Pres               | Reti               | Comp        | Pres        | Reti        | Pres   | Reti   |        |
| --------------- | --------------- | --------------- | ---------- | ---------- | --------------- | --------------- | --------------- | ------------------ | ------------------ | ------------------ | ----------- | ----------- | ----------- | ------ | ------ | ------ |
| 2023            | Vélez Sarsfield | PD              | 3          | 0          | CA+CdL          | 0+3             | 0               | -                  | -                  | -                  | -           | -           | -           | 6      | 0      |        |
| 2024            | Vélez Sarsfield | PD              | 25         | 5          | CA+CdL          | 5+12            | 1+0             | -                  | -                  | -                  | TC          | -           | -           | 42     | 6      |        |
| 2025            | Vélez Sarsfield | PD              | 0          | 0          | CA              | 0               | 0               | CL                 | 0                  | 0                  | SA          | -           | -           | 0      | 0      |        |
| Totale carriera | Totale carriera | Totale carriera | 28         | 5          |                 | 20              | 1               |                    | -                  | -                  |             | -           | -           | 48     | 6      |        |

## Palmarès

### Club

#### Competizioni nazionali
- Campionato argentino: 1

Vélez Sarsfield: 2024